# Học thuyết Yoshida
Học thuyết Yoshida (tiếng Nhật: 吉田ドクトリン) là một chiến lược được Nhật Bản áp dụng sau thất bại vào năm 1945 dưới thời Thủ tướng Shigeru Yoshida, thủ tướng 1948–1954. Ông tập trung vào việc tái thiết nền kinh tế trong nước của Nhật Bản trong khi chủ yếu dựa vào liên minh an ninh với Hoa Kỳ.
Học thuyết Yoshida xuất hiện vào năm 1951 và nó định hình chính sách đối ngoại của Nhật Bản trong thế kỷ 21. Đầu tiên, Nhật Bản liên minh chặt chẽ với Hoa Kỳ trong Chiến tranh Lạnh chống lại Chủ nghĩa Cộng sản. Thứ hai, Nhật Bản dựa vào sức mạnh quân sự của Mỹ và hạn chế lực lượng phòng thủ của mình ở mức tối thiểu. Thứ ba, Nhật Bản nhấn mạnh ngoại giao kinh tế trong các vấn đề thế giới. Khía cạnh kinh tế được thúc đẩy bởi Hayato Ikeda, người từng là bộ trưởng tài chính của Yoshida và sau đó là thủ tướng. Học thuyết Yoshida được Hoa Kỳ chấp nhận; thuật ngữ thực tế được đặt ra vào năm 1977. Hầu hết các nhà sử học cho rằng chính sách này là khôn ngoan và thành công, nhưng một số ít chỉ trích nó là ngây thơ và không phù hợp.

## Bối cảnh lịch sử
Sau khi đầu hàng trong Thế chiến II, chính phủ Nhật Bản vẫn tiếp tục hoạt động. Cuộc bầu cử đầu tiên sau chiến tranh được tổ chức vào mùa xuân năm 1946. Cuộc bầu cử này cũng là lần đầu tiên phụ nữ được phép bỏ phiếu ở Nhật Bản. Yoshida Shigeru nổi lên như người chiến thắng trong cuộc bầu cử, trở thành Thủ tướng. Cũng trong khoảng thời gian đó, sự bất mãn đối với Hiến pháp Minh Trị trước đó ngày càng gia tăng và mong muốn có một hiến pháp hoàn toàn mới ngày càng lớn. Một nhóm nhỏ từ một bộ phận của "Chỉ huy tối cao của các cường quốc đồng minh (SCAP)" đã giúp soạn thảo hiến pháp mới. Sau một số sửa đổi, Quốc hội Nhật Bản đã thông qua Hiến pháp mới này vào tháng 11 năm 1946, có hiệu lực vào tháng 5 năm 1947 và tiếp tục cho đến ngày nay. Một khía cạnh quan trọng của Hiến pháp là Điều 9 tuyên bố rằng "người dân Nhật Bản mãi mãi từ bỏ chiến tranh như một quyền chủ quyền của quốc gia" và lực lượng quân sự "sẽ không bao giờ được duy trì". Khi Yoshida Shigeru đưa ra các chính sách của mình (Học thuyết Yoshida) thì điều 9 đóng một vai trò quan trọng.

## Những yếu tố cốt lõi

### Sự phụ thuộc vào Hoa Kỳ
Học thuyết Yoshida và chính sách đối ngoại của Nhật Bản thời bấy giờ nhấn mạnh đến quan hệ song phương với Hoa Kỳ. Nhật Bản dựa vào quân đội Hoa Kỳ để đảm bảo an ninh. Những nỗ lực lặp đi lặp lại của Hoa Kỳ, trong những năm tiếp theo, để khiến Nhật Bản tăng chi tiêu quân sự đã bị Thủ tướng Yoshida từ chối trên cơ sở hiến pháp hòa bình sau chiến tranh của Nhật Bản. Quân sự không phải là điều duy nhất mà Nhật Bản dựa vào Hoa Kỳ. Trong Chiến tranh Lạnh, đối tác thương mại lớn nhất của Nhật Bản là Hoa Kỳ. Xuất khẩu sang Hoa Kỳ vào thời điểm đó đóng một vai trò lớn trong sự phát triển kinh tế của Nhật Bản.

### Nhấn mạnh kinh tế
Mục đích của Thủ tướng Yoshida là tập trung mọi phương tiện sẵn có vào việc phục hồi kinh tế. Do thiếu sức mạnh quân sự, chính sách đối ngoại của Nhật Bản đương nhiên đặt trọng tâm vào chính sách kinh tế. Yoshida đã hình dung ra một sự phục hồi kinh tế nhanh chóng mà qua đó Nhật Bản có thể một lần nữa trở thành cường quốc lớn trên thế giới (lúc đó Nhật Bản sẽ có thể tái vũ trang). Do đó, chính sách của ông không bắt nguồn từ chủ nghĩa hòa bình mà phù hợp với chính sách đối ngoại theo chủ nghĩa hiện thực vốn là lực lượng thống trị trong cách tiếp cận của Nhật Bản đối với các mối quan hệ quốc tế kể từ thời Minh Trị Duy Tân. Yoshida và bộ trưởng tài chính Hayato Ikeda đảm nhận vai trò lãnh đạo khi Nhật Bản bắt đầu xây dựng lại cơ sở hạ tầng công nghiệp và đặt ưu tiên cho tăng trưởng kinh tế không hạn chế. Nhiều khái niệm trong số này vẫn tác động đến các chính sách kinh tế và chính trị của Nhật Bản.